# Ourapteryx yerburii
Ourapteryx yerburii är en fjärilsart som beskrevs av Butler 1915. Ourapteryx yerburii ingår i släktet Ourapteryx och familjen mätare. Inga underarter finns listade i Catalogue of Life.